# Конная статуя Домициана
Конная статуя Домициана (лат. Equus Domitiani) — некогда монумент в центре римского форума, изображавший императора Домициана.
Бронзовая монументальная статуя (построена в 91 году) была таких размеров, что по словам поэта Стация, затмевала храмы богов на форуме, а также конные статуи других видных деятелей Рима — Суллы, Помпея и Августа.
После смерти Домициана и damnatio memoriae, монумент был тотчас убран с форума.